# Fal Ould Oumeir
Mohammed Fal Ould Oumeir est un homme politique marocain, émir de la région du Trarza, la région la plus méridionale de la Mauritanie,.
Partisan du rattachement de la Mauritanie au Maroc dans le cadre du « Grand Maroc » et sympathisant du Parti de l'Istiqlal, il a rallié le Maroc en 1958 et a prêté allégeance au roi Mohammed V.
Fal Ould Oumeir a été désigné en tant que ministre d’État chargé des Affaires de la Mauritanie et du Sahara marocain le 2 juin 1961 lors du Conseil Hassan II. Il a été reconduit au même poste le 5 janvier 1963 et sous le Gouvernement Ahmed Bahnini du 13 novembre 1963.

## Sources